# Lotte Stam-Beese
Charlotte (Lotte) Ida Anna Stam-Beese (Reisicht, Silezië, 28 januari 1903 – Krimpen aan den IJssel, 16 november 1988) was een architect en stedenbouwkundige, die in de wederopbouwperiode een grote bijdrage heeft geleverd aan het ontwerp van diverse Rotterdamse woonwijken.

## Leven en werk
Lotte Beese groeide op in het toen nog Duitse Reisicht en verhuisde op jonge leeftijd naar het toen nog Duitse Breslau. In 1926 werd zij aangenomen aan het  Bauhaus in Dessau. Zij studeerde weefkunst onder Gunta Stölzl en architectuur onder Hannes Meyer. Hannes Meyer haalde onder andere Mart Stam als gastdocent naar Dessau. Vanwege een verhouding met de getrouwde Meyer moest Lotte Beese na tweeënhalf jaar haar studie staken. Ze werkte hierna aan verschillende architectuurprojecten in Berlijn. In 1930 ging ze aan het werk bij het architectenbureau van Bohuslav Fuchs in Brno (Tsjecho-Slowakije).

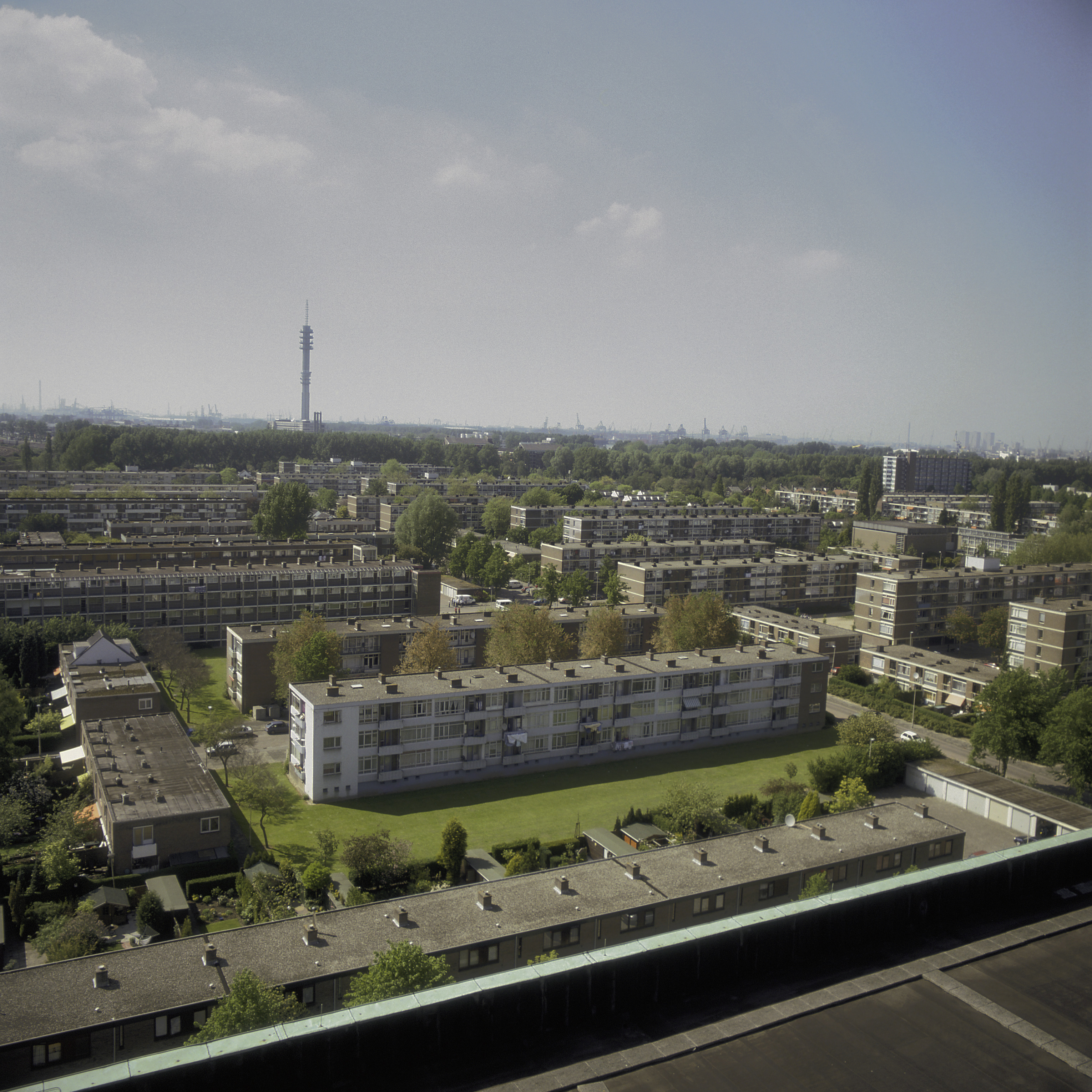
De wederopbouwwijk Pendrecht in 2002

Beese werd actief in de organisatie Levá Fronta (Links Front) waarin verschillende kunstenaars zich kritisch uitlieten over het opkomende nazisme. In het kielzog van andere, vooral Duitse, linkse architecten vertrok ze in 1932 naar de Sovjet-Unie. Haar eerste stad was Charkiv in Oekraïne waar ze grondplannen ontwierp voor de sotsgorod (socialistische stad) KhTZ die werd aangelegd voor de werknemers en hun gezinnen van een nabijgelegen tractorfabriek, ontworpen door de Amerikaanse architect Albert Kahn. In 1933 ontmoette ze Mart Stam (1899–1986) in Charkov. Met hem werkte ze als lid van de "May Brigade" aan de ontwikkeling van de sotsgorod Orsk in de Oeral. Ze trouwden in oktober 1934 in Moskou. In dat jaar werden zij net als vele andere buitenlanders gedwongen de Sovjet-Unie te verlaten, waarna ze zich in Amsterdam vestigden. Samen werkten ze voor hun gezamenlijke bureau Stam en Beese Architecten. Beese maakte interieurschetsen voor de eerste drive-in woningen in Amsterdam aan de Anthony van Dijckstraat, ontworpen door Mart Stam, Willem van Tijen en Hugh Maaskant. Onder eigen naam ontwierp ze grafische producten in de stijl van de Nieuwe Zakelijkheid of Nieuwe Typografie. Op haar naam staan onder meer het ontwerp van de boekband Beter Wonen 1913–1938 uit 1939 en een illustratie opgenomen in dit boek, uitgegeven bij De Arbeiderspers naar aanleiding van 25 jaar Nationale Woningraad.
In 1945 behaalde ze haar architectuurdiploma van het Voorbereidend Hoger Bouwkunde Onderricht in Amsterdam. Inmiddels gescheiden van Stam, begon ze in 1946 als stedenbouwkundig architect bij de Dienst Stadsontwikkeling en Wederopbouw in Rotterdam. Ze was en bleef daar de enige vrouwelijke architect. Onder Cornelis van Traa werkte ze aan het Basisplan voor de Wederopbouw van Rotterdam. Haar eerste opdracht, een herontwerp van de Coolsingel, werd afgeblazen. In 1946–1948 ontwierp ze de wijk Kleinpolder in Overschie.  Haar bekendste ontwerp dat ze samen met architecten van de vereniging "Opbouw" maakte en waarvan ontwerpen op de internationale CIAM Congrès Internationaux d'Architecture Moderne -congressen werden getoond, is de woonwijk Pendrecht (1951–1958). Na Pendrecht ontwierp ze buurten voor Hoogvliet. Daarna volgden de woonwijken Het Lage Land en Ommoord. Ommoord was de eerste wijk voornamelijk bestaande uit hoogbouw (eerste paal 1965) van Nederland, een jaar later gevolgd door de Amsterdamse Bijlmer.  
In 1968 nam Stam-Beese formeel afscheid van de Dienst Stadsontwikkeling Rotterdam. In 1971 beëindigde ze haar loopbaan. Stam-Beese was moeder van een zoon, Peter (1931-2000), geboren uit haar relatie met Hannes Meyer en een dochter, Ariane (1935), geboren uit haar huwelijk met Mart Stam.